# Christy Canyon
Christy Canyon, eredetileg Melissa Kaye Bardizbanian (Pasadena, Kalifornia, 1966. június 17. –) olasz–örmény családi gyökerekkel rendelkező amerikai fotómodell, pornószínésznő, 1984–2005 között több nagy költségvetésű pornófilm főszereplője, összesen több mint 250 filmben szerepelt, teljesítményéért számos díjat kapott. Az aktív filmszerepléstől való visszavonulása óta rádiós műsorvezető, moderátor.

## Élete

### Származása
Melissa Kaye Bardizbanian a kaliforniai Pasadenában született, szülei olasz és örmény felmenőktől származtak. Nővére, a nála 2 évvel idősebb Carla Sinclair (* 1964) az Egyesült Államokban jól ismert író, internetes kiadó és moderátor, a „The Net Chick” női fórumok létrehozója. 
Középiskolai tanulmányait a burbanki Providence High Schoolban (Los Angeles megye) és a hollywoodi North Hollywood High Schoolban végezte. Marketing-képzettséget szerzett.

### Pályakezdése
Első pornográf jelenetét 1984-ben, alig 18 éves korában játszotta el, már a Christy Canyon álnéven, Michael Phillipps rendező The Woman in Pink c. filmjében, Tom Byron (* 1961) és Stacey Donovan (* 1964) partnereként. A mediterrán és keleties vonásokat hordozó, magas, vonzó külsejű, sötét hajú, egyéni megjelenésű Christy Canyon gyorsan népszerűvé vált, a rendezők egymás után ajánlották neki a filmfőszerepeket, „árfolyama” gyorsan emelkedett, a vele nagyjából egy időben felfutó Traci Lords-szal együtt. Mindketten a népszerűsége csúcsán álló Ginger Lynn vetélytársaivá váltak.
Michael Phillips még ugyanabban az évben, 1984-ben elkészítette vele a Night of Loving Dangerously c. videófilmet, amelynek többi főszerepét Traci Lords (* 1968), Jamie Gillis, Ginger Lynn és Peter North játszották. Az ekkor még fiatalkorú Traci Lords szerepeltetése miatt a filmből később komoly botrány támadt, amit rendőri vizsgálat követett. A rendezőt, a producert és Tracit átmenetileg őrizetbe is vették. A peren kívüli egyezség értelmében Traci hardcore megjelenéseit (így a Christy Canyon-nal közösen előadott leszbikus jeleneteit is) eltávolították a filmből, ezért ezek ma (legálisan) csak csonka formájában férhetők hozzá.
2003-ban kiadott önéletrajzában Christy Canyon úgy emlékezik pályájának indulásáról, hogy Greg Rome pornószínész szólította meg őt egy hollywoodi meghallgatáson, ő ajánlotta be a World Modeling Talent Agency fotomodell-ügynökséghez. Férfimagazinoknak állt modellt, és hamarosan beszállt a pornófilm-forgatásba. Önéletrajza szerint élete első kamera előtti szex-jelenetét 1984-ben a „Swedish Erotica 57” c. videofilm forgatásán Ron Jeremyvel csinálta meg, akivel később magánéletében is jó barátságot kötött. a film sztárjai Amber Lynn, Rick Cassidy, Mike Horner és a fiatalkorú Traci Lords voltak. Az újonc Christy Canyon nevét még ki sem írták a film dobozán lévő stáblistára. (Neve először a Swedish Erotica 58 folytatásának dobozán jelent meg). A Swedish Erotica 57-et a producer Caballero Control Corporation Home Video (CCC) csak 1985-ben vitte a piacra, ezért Christy Canyon első filmjeiként a már 1984-ben piacra került The Woman in Pink-et és Night of Loving Dangerously-t tartják nyilván.

### Pornószínésznői pályája
1984–1997 között több, mint 200 pornófilmben szerepelt. Számos díjat nyert a legjobb női alakításért („best female performance”). Felkerült az XRCO és az AVN dicsőségtáblákra (Hall of Fame). Eközben több alkalommal „végleg” kivonult a pornószakmából, távozásának okát a magánéletében beállt változásban jelölte meg. Ilyenkor férjet vagy élettársat váltott. Háromszor ment férjhez, mindháromszor elvált, első férjétől, bizonyos Grant nevűtől (2003–2004) egy gyermeke született, másik két férje Tom Sinopoli (1993–1994) és Jeremy Stone (1996–1999) volt. Christy Canyon átmeneti párkapcsolatban élt többek között John Frankenheimer és Adam Rifkin filmrendezőkkel is.
A hosszabb-rövidebb ideig tartó kivonulások után Christy mindig visszatért, és újabb szerepeket vállalt. Az 1990-es évek közepén egyik aktuális „comeback”-je alkalmából a Vivid Video filmvállalat külön filmet készített vele. Az 1995-ben készült (Comeback c. filmet Paul Thomas rendezte, Christy sztárpartnere Asia Carrera volt. Exkluzív szerződést is kötöttek vele, a Vivid Girl név reklámhordozójává vált. 1999-ben az AVN Christy Canyont „minden idők 25 legjobb pornósztárja” (top twenty-five adult stars of all time) közé sorolta. Sosem használt mell-implantátumokat. Sikerének egyik titkát impozáns méretű (36DD) természetes kebleiben látják.
Pornós pályafutásának egész tartama alatt, a filmezés mellett, „kivonulásai” alatt, sőt még 1997 után is Christy Canyon rendszeresen fellépett exkluzív sztriptíz-táncosnőként is. Fotómodellként is népszerű volt, erotikus képsorozatai megjelentek a Hustler, a Celebrity Sleuth, a Penthouse magazinokban, és más, hasonló profilú orgánumokban.
2003-ban Christy Canyon megírta és kiadta önéletrajzát „Fények, kamera, szex” (Lights, Camera, Sex!) címmel, amelyet 2003. április 26–27-én a Los Angeles Times könyvfesztiválján mutatott be. Ebben részletesen leírta pályakezdésének éveit is.
Egy 2005-ös rádiós interjúban, a HIV vírus terjedésével kapcsolatban Christy Canyon tudatta híveivel, hogy az 1990-es években a Vivid Entertainmentnél készült filmjeiben ő kizárólag biztonságos szexet mutatott be (férfi partnerei kondomot használtak), viszont minden egyes filmbéli partnerével, még az éles felvételek előtt, szigorúan a színfalak mögött mindig óvszer nélkül „gyakorolt”.

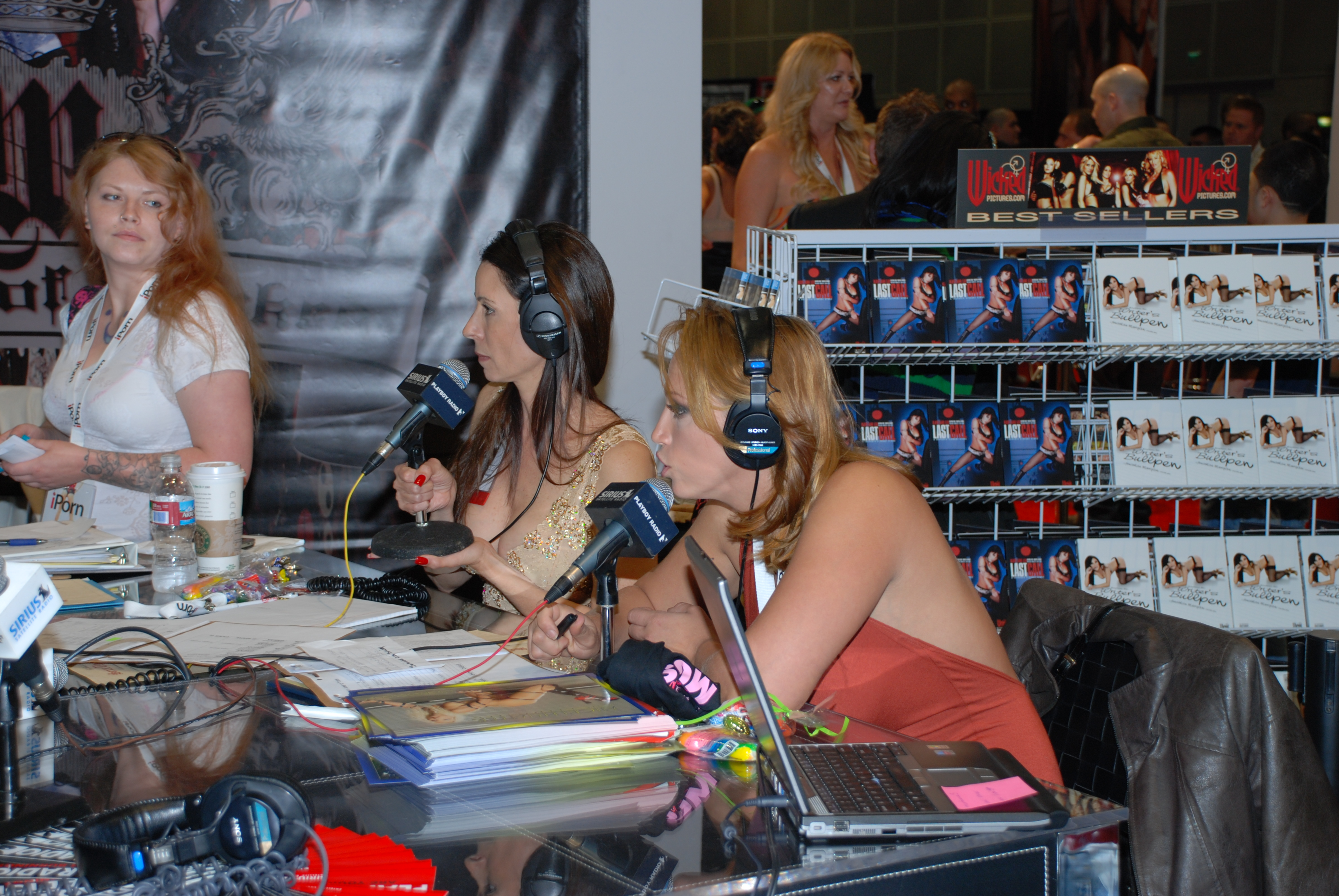
Christy Canyon (középen) a Playboy Rádió stúdiójában (2009).

### Visszavonulása
Több kivonulás és visszatérés után Christy Canyon 2005 körül (jelenlegi állás szerint véglegesen) az aktív pornográf filmszerepléstől. A pornóiparhoz lazábban kapcsolódó iparágban maradva saját honlapot épített fel, és jelenleg (2011) ennek üzemeltetésében közreműködik. Szex-termékeket és divatholmikat árul az eBay-en keresztül. 2005 novemberében Christy Canyon zsüritagként szerepelt a Jenna Jameson által szervezett televíziós pornósztár-válogató vetélkedő (Jenna’s American Sex Star) első évadának adásaiban.
2010 óta a Sirius XM Satellite Radio médialánchoz tartozó Playboy Rádiónál dolgozik. Nicki Hunterrel közösen vezeti a Night Calls c. éjszakai beszélgetőműsort. 

## Testi jellemzői
Christy Canyon testmagassága 172 cm (5 láb és 8’’). Testsúlya (1995-ben) 59 kg (129 font).
Testméretei 92DD–61–91 cm (36DD–24–36’’), szeme barna, haja barna, vonásainak jellege örmény és olasz felmenőket mutat.

## Filmjei (rövid kivonatos lista)
| - The Woman in Pink, 1984. - Night of Loving Dangerously, 1984. - Swedish Erotica 57, 1985. - Hollywood Starlets, 1985. - Educating Mandy, 1985. - Black Throat, 1985. - Holly Does Hollywood, 1985. | - Star 90, 1990. - Passages 1–4, 1991. - Comeback, 1995. - Oral Addiction, 1996. - The Show, 1996. - Domination Nation I/II, 1997. - The Top 25 Adult Stars of All Time, 1999. |

## Díjai
| - 1991 – F.O.X.E-díj a közönség női kedvencének (Female Fan Favorite) - 1992 – F.O.X.E-díj a közönség női kedvencének (Female Fan Favorite) - 1996 – AVN-díj a legjobb vetkőzőszámért, a Comeback c. filmben (Best Tease Performance) - 1997 – AVN-díj a legjobb csoportszex-jelenetért, a The Show c. filmben | - AVN dicsőségtábla (Hall of Fame) - XRCO dicsőségtábla (Hall of Fame) - 2004 – a Szabad Szólás Koalíció életmű-díja (Free Speech Coalition Lifetime Achievement Award) |